# (14616) Van Gaal
Pour les articles homonymes, voir Van Gaal.
(14616) Van Gaal est un astéroïde de la ceinture principale.

## Description
(14616) Van Gaal est un astéroïde de la ceinture principale. Il fut découvert le 10 octobre 1998 à la station Anderson Mesa par le programme LONEOS. Il présente une orbite caractérisée par un demi-grand axe de 2,41 UA, une excentricité de 0,15 et une inclinaison de 11,3° par rapport à l'écliptique.

## Compléments